# Corpus Inscriptionum Etruscarum
Het Corpus Inscriptionum Etruscarum (Corpus van Etruskische inscripties) is een corpus van teksten gesteld in het Etruskisch (de taal van de Etrusken), verzameld door Karl Pauli en zijn opvolgers sinds 1885. Na het overlijden van Olof August Danielsson in 1933 is de collectie overgebracht naar de Uppsala Universiteitsbibliotheek.
Het CIE doet dienst als waardevolle index voor vele Etruskische teksten en maakt gebruik van een eenvoudig nummeringssysteem. Voorbeeld: CIE 6 heeft betrekking op de inscriptie mi avileś apianaś (Ik [kom] uit Avile Apiana). Er bestaan ook andere indices.